# Märchenperlen
Märchenperlen (Bajkowe Perły) – seria filmów telewizyjnych emitowanych antenie ZDF od 2005 roku. Filmy są ekranizacjami klasycznych baśni. Większość z nich opiera się na utworach braci Grimm, ale zdarzają się też ekranizacje baśni innych autorów.
Bajkowe Perły są zamawiane i koprodukowane przez ZDF we współpracy z różnymi firmami produkcyjnymi. Większość filmów wyprodukowane w Niemczech. Niektóre z nich są koprodukcjami niemiecko-austriackimi, niemiecko-czeskimi lub niemiecko-fińskimi.

## Lista filmów[2]
- 2005: Czerwony Kapturek ( Rotkäppchen)
- 2006: Jaś i Małgosia (Hänsel und Gretel)
- 2007: Rumpelstiltskin (Rumpelstilzchen)
- 2008: Śpiąca królewna (Dornröschen)
- 2008: Karzeł Długonos (Zwerg Nase)
- 2009: Diabeł z trzema złotymi włosami (Der Teufel mit den drei goldenen Haaren)
- 2010: Kopciuszek (Aschenputtel)
- 2011: Żelazny Jan (Der Eisenhans)
- 2012: Piękna i Bestia (Die Schöne und das Biest)
- 2012: Baśń o sześciu łabędziach (Die sechs Schwäne)
- 2013: Złota gęś (Die goldene Gans)
- 2014: Das kalte Herz
- 2014: Królowa Śniegu (Die Schneekönigin)
- 2015: Biały wąż (Die weiße Schlange)
- 2017: Duch gór (Rübezahls Schatz)